# Amy (Oise)
Amy és un municipi francès, situat al departament de l'Oise i a la regió dels Alts de França. L'any 2007 tenia 375 habitants.

## Demografia

### Població
El 2007 la població de fet d'Amy era de 375 persones. Hi havia 135 famílies de les quals 33 eren unipersonals (4 homes vivint sols i 29 dones vivint soles), 45 parelles sense fills, 53 parelles amb fills i 4 famílies monoparentals amb fills.
La població ha evolucionat segons el següent gràfic:
Habitants censats

### Habitatges
El 2007 hi havia 156 habitatges, 142 eren l'habitatge principal de la família, 9 eren segones residències i 5 estaven desocupats. 154 eren cases i 1 era un apartament. Dels 142 habitatges principals, 126 estaven ocupats pels seus propietaris, 11 estaven llogats i ocupats pels llogaters i 5 estaven cedits a títol gratuït; 5 tenien dues cambres, 25 en tenien tres, 34 en tenien quatre i 79 en tenien cinc o més. 92 habitatges disposaven pel capbaix d'una plaça de pàrquing. A 61 habitatges hi havia un automòbil i a 68 n'hi havia dos o més.

### Piràmide de població
La piràmide de població per edats i sexe el 2009 era:
| Homes | Edats   | Dones |
| ----- | ------- | ----- |
| 0     | 95 o +  | 0     |
| 0     | 90 a 94 | 0     |
| 0     | 85 a 89 | 4     |
| 4     | 80 a 84 | 0     |
| 4     | 75 a 79 | 0     |
| 0     | 70 a 74 | 8     |
| 12    | 65 a 69 | 4     |
| 8     | 60 a 64 | 4     |
| 0     | 55 a 59 | 4     |
| 28    | 50 a 54 | 20    |
| 4     | 45 a 49 | 28    |
| 16    | 40 a 44 | 8     |
| 4     | 35 a 39 | 8     |
| 24    | 30 a 34 | 4     |
| 12    | 25 a 29 | 16    |
| 8     | 20 a 24 | 24    |
| 24    | 15 a 19 | 16    |
| 8     | 10 a 14 | 8     |
| 4     | 5 a 9   | 8     |
| 16    | 0 a 4   | 4     |

## Economia
El 2007 la població en edat de treballar era de 256 persones, 188 eren actives i 68 eren inactives. De les 188 persones actives 172 estaven ocupades (98 homes i 74 dones) i 16 estaven aturades (5 homes i 11 dones). De les 68 persones inactives 14 estaven jubilades, 22 estaven estudiant i 32 estaven classificades com a «altres inactius».

### Ingressos
El 2009 a Amy hi havia 140 unitats fiscals que integraven 354,5 persones, la mediana anual d'ingressos fiscals per persona era de 17.397 €.

### Activitats econòmiques
Dels 11 establiments que hi havia el 2007, 1 era d'una empresa extractiva, 1 d'una empresa alimentària, 2 d'empreses de fabricació de material elèctric, 2 d'empreses de fabricació d'altres productes industrials, 3 d'empreses de construcció i 2 d'empreses de comerç i reparació d'automòbils.
Dels 3 establiments de servei als particulars que hi havia el 2009, 1 era un paleta, 1 guixaire pintor i 1 lampisteria.
L'únic establiment comercial que hi havia el 2009 era una fleca.
L'any 2000 a Amy hi havia 10 explotacions agrícoles.

## Equipaments sanitaris i escolars
El 2009 hi havia una escola elemental integrada dins d'un grup escolar amb les comunes properes formant una escola dispersa.

## Poblacions més properes
El següent diagrama mostra les poblacions més properes.